# Sthenolepis oculata
Sthenolepis oculata är en ringmaskart som först beskrevs av Hartman 1942.  Sthenolepis oculata ingår i släktet Sthenolepis och familjen Sigalionidae. Inga underarter finns listade i Catalogue of Life.